# Malvet
Roca de Malvet és una entitat de població del municipi baix-empordanès de Santa Cristina d'Aro. És una urbanització de segones residències que se situa al capdamunt de la part més oriental de la serra de les Gavarres.
El 2005 tenia 333 habitants.